# 중국흰배쥐
중국흰배쥐(Niviventer confucianus)는 쥐과에 속하는 설치류의 일종이다. 중국에서 널리 분포하며, 미얀마 북부와 태국 북서부, 베트남 북서부에서도 발견된다. 라오스 북부에서 서식하는 것으로 추정된다.